# Elopteryx nopcsai
Elopteryx nopcsai ("křídlo z bažin") byl druh menšího teropodního dinosaura, žijícího v období pozdní svrchní křídy na území dnešního Rumunska (nedaleko Sînpetru, oblast Transylvánie). Nové fosilie tohoto teropoda byly popsány v roce 2024.

## Historie a popis
Tento dravý maniraptor (zřejmě zástupce čeledi Troodontidae) byl vědecky popsán roku 1913 tehdejším kurátorem Britského přírodovědeckého muzea v Londýně C. W. Andrewsem. Ten předpokládal, že se jednalo o velkého mořského ptáka podobného pelikánům. Zkameněliny byly objeveny slavným maďarským paleontologem Franzem Nopcsou, k dispozici jsou však jen fragmenty kostí nohy. Dodnes proto není jisté, k jaké skupině teropodů elopteryx patřil, ani jak byl zhruba velký. Žil v době před asi 71 až 67 miliony let, tedy na samotném konci druhohorní éry.
Výzkum nově objevených fosilií z roku 2019 ukazuje, že tento teropod mohl být ve skutečnosti vývojově primitivním ptákem, blízce příbuzným rodu Gargantuavis, do té doby známým jen z území současné Francie.